# 西満
西 満（にし みつる、1931年9月18日 - 2012年8月3日 ）は、日本の牧師、神学校教師。
1969年1月から1969年10月の完成まで新改訳聖書の旧約研究員を務めた。
著書『天地創造の六日間』で、創造論についての様々な説を紹介している。

## 略歴
東京都に生まれる。日本クリスチャン・カレッジ卒業、聖書神学舎（現、聖書宣教会）卒業、トリニティ神学校卒業、米国聖地研究所、ヘブル大学に留学。日本同盟基督教団・和泉福音教会元牧師、日本同盟基督教団正教師。
1969年東京キリスト教短期大学助手、1970年専任講師、1973年助教授、1984年教授。
1990年東京基督教大学助教授、1996年教授。1997年退職。
1997年から2005年同大学非常勤講師。
東京基督教短期大学名誉教授。1998年から2010年お茶の水聖書学院講師。
2012年8月、心不全により逝去。

## 著書
- 「出エジプト記」（いのちのことば社、『新聖書注解・旧約I』）
- 『あなたも旧約聖書が好きになる』（いのちのことば社）
- 『ある牧師の半生記』（中央法規出版）
- 『天地創造の六日間 - 創世記一章の「日」に関する諸解釈』（いのちのことば社）
- 『わかりやすい旧約聖書の思想と概説』上・中・下（いのちのことば社）
- 「聖書地理」（いのちのことば社、『実用聖書注解』）